# 德國國防軍陸軍第383步兵師
德國國防軍陸軍第383步兵師（德語：383. Infanterie-Division）是納粹德國國防軍陸軍的一個步兵師。該師於1942年1月組建。
該師組建後，於1942年4月調往東線，此後一直在當地作戰。
該師最後於1944年6月被殲，同年8月解散。

## 註腳
1. ↑  Mitcham（2007年）